# Kovács Vince
Kovács Vince (Galgamácsa, 1886. augusztus 9. – Vác, 1974. március 15.) római katolikus püspök, váci segédpüspök, apostoli kormányzó.

## Pályafutása
A középiskolát a Váci Piarista Gimnáziumban végezte. Teológiai tanulmányokat folytatott Budapesten és Bécsben, teológiai doktorátust szerzett. 1910. november 16-án szentelték pappá. 1910-től Ceglédbercelen, 1912-től Kállón, 1913-tól Úriban, 1914-től Mindszenten volt káplán, majd Majsa–Jakabszálláson tanyai missziós lelkész. 1916-tól 1919-ig, az első világháborúban tábori lelkészként szolgált. Ezt követően Újhartyán, 1920-tól Szabadszállás–Jakabszállás missziós lelkészként, 1921-től pedig Hódmezővásárhely káplánként voltak állomáshelyei.
1922-től Kecskeméten zárdalelkész volt, majd 1927-től 1933-ig kiskunhalasi, ezt követően Vác–alsóvárosi plébános és kanonok. 1934. januártól 1936. decemberig a váci Katolikus jövő havilap főszerkesztője volt.

### Püspöki pályafutása
1940-ben XII. Piusz pápa zarai címzetes püspökké és Váci segédpüspökké nevezte ki. Püspöki jelmondata: Dominus dabit virtutem. 1942-ben káptalani helynök, 1953-tól – Pétery József püspök hejcei száműzetése miatt – 1959-ig általános püspöki helynökként, 1959-től apostoli kormányzóként irányította az egyházmegyét.
1969. január 21-én mondott le az egyházmegye kormányzásáról és vonult nyugalomba.

## Művei
- Hitetlen Tamás; Luther-Társaság, Bp., 1907 (A Luther-Társaság kiadványa)
- Ward Mária élete és műve. Kecskemét, 1927[3]
- Követlek Uram! Elbeszélések; Balatonfüredi Nyomda, Papkeszi, 1940
- Követlek Uram! Elbeszélések; Balatonfüredi Nyomda, Papkeszi, 1940
- Az élet dícsér téged. Elbeszélések; s. n., Papkeszi, 1941
- A kórház angyala. Dr. Wettstein Vilma lelki élete. Naplói és levelezései nyomán írta Dr. Kovács Vince. Budapest, 1943[3]